# Pures Gold – Best of Vol. 2
Pures Gold – Best of Vol. 2 ist die achte Kompilation der deutschen Pop-Rock-Band Unheilig. Des Weiteren ist die Kompilation in ihrer limitierten Ausgabe als Rares Gold – Best of Vol. 2 bekannt.

## Entstehung und Artwork
Fast alle Stücke des Albums wurden vom Unheilig-Frontmann dem Grafen, in Zusammenarbeit mit wechselnden Koautoren, geschrieben. Die meisten Titel entstanden in Zusammenarbeit mit dem deutschen Musikproduzenten Markus Tombült (14 Titel) und dem Keyboarder der Band Henning Verlage (22 Titel). Der Musikproduzent Kiko Masbaum tritt bei zwei Titeln als Autor in Erscheinung, des Weiteren treten vereinzelte Komponisten und Liedtexter wie Annette Humpe oder Hans Hammerschmid in Erscheinung. Die meisten Titel der Kompilation wurden durch Verlage (22 Titel) produziert, einige in Zusammenarbeit mit Tombült (13 Titel). Weitere Produzenten sind Der Graf (6 Titel), Masbaum (4 Titel), Roland Spremberg (3 Titel), Thorsten Brötzmann und Philip Niessen (2 Titel) sowie weiteren vereinzelten Produzenten. Die Abmischung des Albums erfolgte zum größten Teil durch Verlage (13 Titel), Moritz Enders und Olsen Involtini (jeweils 7 Titel). Mehrere Produktionen wurden unter anderem durch den Grafen (5 Titel), Masbaum (3 Titel) und Spremberg (2 Titel) abgemischt. Das Mastering erfolgte durch Truebusyness in Berlin, unter der Leitung von Sascha „Busy“ Bühren. Pures Gold – Best of Vol. 2 wurde unter den Musiklabels Vertigo/Capitol veröffentlicht und durch Universal Music Publishing vertrieben.
Auf dem Cover des Albums ist – neben Künstlernamen und Albumtitel – eine Windmühle zu sehen. Das Bild der Windmühle ist in schwarz-weiß gehalten, um das Bild herum befindet sich ein gold-schwarzener Rahmen, der den Künstlernamen und den Titel der Kompilation beinhaltet. Auf der Treppe der Windmühle ist die Silhouette des Grafen zu erkennen. Wie schon bei diversen Unheilig-Veröffentlichungen zuvor, entstammt das Coverbild vom Büro Dirk Rudolph und Fotoaufnahmen aus dem Begleitheft vom deutschen Fotografen Erik Weiss.

## Veröffentlichung und Promotion
Die Erstveröffentlichung von Pures Gold – Best of Vol. 2 erfolgte am 6. Oktober 2017 in Deutschland, Österreich und der Schweiz. Das Album besteht aus 17 Studioaufnahmen sowie zwei Akustikaufnahmen, die im Rahmen eines MTV Unplugged entstanden. Das Album ist als CD sowie Download erhältlich. Zeitgleich erfolgte die Veröffentlichung einer Deluxe-Version, die eine zweite CD mit 19 weiteren Studioaufnahmen beinhaltet. Ebenfalls erschien eine limitierte Fanbox am 6. Oktober 2017. Diese wurde unter dem Titel Rares Gold – Best of Vol. 2 veröffentlicht und beinhaltet neben dem Doppelalbum eine DVD mit dem Unheilig-Abschiedskonzert aus dem Kölner Rheinenergiestadion, ein Schlüsselanhänger, eine Unheilig-Fahne sowie sechs Postkarten.

## Inhalt
Alle Liedtexte des Albums sind in deutscher Sprache verfasst und stammen überwiegend vom Unheilig-Frontmann dem Grafen, der die Stücke zusammen mit wechselnden Koautoren schrieb. Pures Gold – Best of Vol. 2 ist das Nachfolgewerk von Alles hat seine Zeit – Best of Unheilig 1999–2014 und beinhaltet eine Zusammenstellung von Werken die nach Alles hat seine Zeit erschienen sowie Raritäten aus den frühen Unheilig-Zeiten. Die Kompilationen besteht aus 36 Studioaufnahmen, wovon ein Instrumental enthalten ist sowie zwei Liveaufnahmen aus dem MTV Unplugged von 2015. Mit Der erste Schnee, Lass uns tanzen und Sterne hoch befinden sich drei neue Lieder auf dem Album. Die Kollaboration mit Licky Wo bist du erschien erstmals auf einem Unheilig-Tonträger, zuvor erschien das Lied als Gastbeitrag des Grafen auf Lickys Soloalbum Gravity Castle. Das Stück enthält sowohl deutsch- als englischsprachige Textzeilen. Auf Lickys Album entschied man sich das Lied unter dem englischen Titel „Where are You“, auf Unheilig Album unter dem deutschen Titel Wo bist du veröffentlicht. Die Lieder Der Himmel über mir, Leblos und Sonnentag wurden überarbeitet und neu aufgenommen. Mit Die Lebenden und die Toten (Ich + Ich), Für mich soll’s rote Rosen regnen (Hildegard Knef) und Lebensweg (Saltatio Mortis) befinden sich drei Coverlieder auf der Kompilation. Ebenfalls befinden sich drei Duette auf dem Album. Mit dem deutschen Crossover-Projekt The Dark Tenor nahmen Unheilig die Lieder Sterne hoch und Zeitreise, sowie mit dem Gitarristen Licky das Stück Wo bist du auf. Das Stück Zeitreise wurde innerhalb von vier Jahren mit drei Gastmusikern aufgenommen. Neben der Version mit The Dark Tenor auf diesem Album, nahmen Unheilig eine Unplugged-Version mit Helene Fischer sowie das Original mit Xavier Naidoo auf. Naidoo ist auch als Texter an dem Stück beteiligt. Die Titel Für immer, Geboren um zu leben, Lichter der Stadt und Unter deiner Flagge waren bereits auf Alles hat seine Zeit enthalten.
| #  | Titel                                             | Autor(en)                                                   | Produzent(en)                                    | Ursprünglich veröffentlicht auf:                     | Länge |
| -- | ------------------------------------------------- | ----------------------------------------------------------- | ------------------------------------------------ | ---------------------------------------------------- | ----- |
|    | CD 1: Die Hits                                    |                                                             |                                                  |                                                      |       |
| 1  | Zeit zu gehen                                     | Der Graf, Markus Tombült, Henning Verlage                   | Markus Tombült, Henning Verlage                  | Gipfelstürmer                                        | 4:11  |
| 2  | Große Freiheit                                    | Der Graf, Henning Verlage                                   | Henning Verlage                                  | Große Freiheit                                       | 3:47  |
| 3  | Lichter der Stadt                                 | Der Graf, Henning Verlage                                   | Roland Spremberg                                 | Lichter der Stadt                                    | 4:14  |
| 4  | Geboren um zu leben                               | Der Graf, Henning Verlage                                   | Kiko Masbaum                                     | Große Freiheit                                       | 3:49  |
| 5  | Mein Leben ist die Freiheit                       | Der Graf, Markus Tombült, Henning Verlage                   | Markus Tombült, Henning Verlage                  | Von Mensch zu Mensch                                 | 4:34  |
| 6  | Zeitreise (feat. The Dark Tenor)                  | Der Graf, Kiko Masbaum, Xavier Naidoo                       | Markus Tombült, Henning Verlage                  | Pures Gold – Best of Vol. 2                          | 3:59  |
| 7  | Mein Stern (MTV Unplugged)                        | Der Graf, Ollie Reimann                                     | Michael Endersby, Philip Niessen, Lillo Scrimali | MTV Unplugged: Unter Dampf – Ohne Strom              | 5:06  |
| 8  | Lass uns tanzen                                   | Der Graf, Markus Tombült, Henning Verlage                   | Markus Tombült, Henning Verlage                  | Pures Gold – Best of Vol. 2                          | 2:47  |
| 9  | Einer von Millionen                               | Der Graf, Markus Tombült, Henning Verlage                   | Markus Tombült, Henning Verlage                  | Von Mensch zu Mensch                                 | 3:11  |
| 10 | Von Mensch zu Mensch                              | Der Graf, Markus Tombült, Henning Verlage                   | Markus Tombült, Henning Verlage                  | Von Mensch zu Mensch                                 | 4:17  |
| 11 | Für immer                                         | Der Graf, Henning Verlage                                   | Kiko Masbaum                                     | Große Freiheit                                       | 3:22  |
| 12 | Wie in guten alten Zeiten                         | Der Graf, Markus Tombült, Henning Verlage                   | Markus Tombült, Henning Verlage                  | Gipfelstürmer                                        | 3:55  |
| 13 | Unter deiner Flagge                               | Der Graf, Henning Verlage                                   | Kiko Masbaum                                     | Große Freiheit                                       | 3:58  |
| 14 | Glück auf das Leben                               | Der Graf, Kiko Masbaum, Markus Tombült, Henning Verlage     | Kiko Masbaum                                     | Gipfelstürmer                                        | 3:08  |
| 15 | Eisenmann                                         | Der Graf, Oliver Pinelli                                    | Thorsten Brötzmann                               | Lichter der Stadt                                    | 4:19  |
| 16 | Mein Berg                                         | Der Graf, Markus Tombült, Henning Verlage                   | Roland Spremberg                                 | Gipfelstürmer                                        | 4:19  |
| 17 | Für mich soll’s rote Rosen regnen (MTV Unplugged) | Hans Hammerschmid, Hildegard Knef                           | Michael Endersby, Philip Niessen, Lillo Scrimali | MTV Unplugged: Unter Dampf – Ohne Strom              | 2:31  |
| 18 | Der Himmel über mir (Version 2017)                | Der Graf, Markus Tombült, Henning Verlage                   | Markus Tombült, Henning Verlage                  | Pures Gold – Best of Vol. 2                          | 4:17  |
| 19 | Sterne hoch (feat. The Dark Tenor)                | Der Graf, Markus Tombült, Henning Verlage                   | Markus Tombült, Henning Verlage                  | Pures Gold – Best of Vol. 2                          | 4:28  |
|    | CD 2: Die Raritäten                               |                                                             |                                                  |                                                      |       |
| 20 | Sonnentag (Version 2017)                          | Der Graf, Markus Tombült, Henning Verlage                   | Markus Tombült, Henning Verlage                  | Rares Gold – Best of Vol. 2                          | 3:27  |
| 21 | Der erste Schnee                                  | Der Graf, Roland Spremberg, Markus Tombült, Henning Verlage | Roland Spremberg                                 | Rares Gold – Best of Vol. 2                          | 3:56  |
| 22 | Die Lebenden und die Toten                        | Annette Humpe                                               | Henning Verlage                                  | Zeitgeschichte – Das Beste von und für Annette Humpe | 3:42  |
| 23 | Hexenjagd                                         | Der Graf                                                    | Henning Verlage                                  | Spiegelbild EP                                       | 4:19  |
| 24 | Schlaflos                                         | Der Graf                                                    | Henning Verlage                                  | Spiegelbild EP                                       | 4:15  |
| 25 | Lebensweg                                         | Timo Gleichmann, Gunter Kopf, Jan Mischon, Jörg Roth        | Markus Tombült, Henning Verlage                  | Zirkus Zeitgeist (Saltatio-Mortis-Album)             | 4:30  |
| 26 | Das Leben ist meine Religion                      | Der Graf, Thorsten Brötzmann                                | Thorsten Brötzmann                               | Zeit zu gehen (Single)                               | 3:31  |
| 27 | Die alte Leier                                    | Der Graf                                                    | Henning Verlage                                  | Spiegelbild EP                                       | 4:16  |
| 28 | Brief an dich                                     | Der Graf                                                    | Der Graf                                         | Schattenspiel                                        | 4:39  |
| 29 | Nachtschicht                                      | Der Graf, Henning Verlage                                   | Der Graf, Henning Verlage                        | So wie du warst (Single)                             | 3:38  |
| 30 | Schenk mir ein Wunder                             | Der Graf, Henning Verlage                                   | Henning Verlage                                  | Große Freiheit (Limited Edition)                     | 4:35  |
| 31 | Wo bist du (feat. Licky)                          | Der Graf, Licky, Markus Tombült, Henning Verlage            | Markus Tombült, Henning Verlage                  | Rares Gold – Best of Vol. 2                          | 3:42  |
| 32 | Schleichfahrt                                     | Der Graf                                                    | Der Graf                                         | Maschine (Single)                                    | 4:06  |
| 33 | Schneller höher weiter                            | Der Graf, Ollie Reimann                                     | Der Graf                                         | Astronaut EP                                         | 3:34  |
| 34 | Zinnsoldat                                        | Der Graf                                                    | Der Graf                                         | Schutzengel EP                                       | 4:36  |
| 35 | Kalt                                              | Der Graf                                                    | Der Graf                                         | Schattenspiel                                        | 5:30  |
| 36 | Leblos                                            | Der Graf                                                    | Henning Verlage                                  | Rares Gold – Best of Vol. 2                          | 3:20  |
| 37 | Ein letztes Mal                                   | Der Graf, Henning Verlage                                   | Henning Verlage                                  | Geboren um zu leben (Single)                         | 4:03  |
| 38 | Lass uns tanzen (Instrumental)                    | Der Graf, Markus Tombült, Henning Verlage                   | Markus Tombült, Henning Verlage                  | Rares Gold – Best of Vol. 2                          | 2:47  |

## DVD: Das Abschiedskonzert aus Köln
| Unheilig: Das Abschiedskonzert aus Köln | Unheilig: Das Abschiedskonzert aus Köln                                                                                     |
| --------------------------------------- | --- |
| Label:                                  | Vertigo/Capitol |
| Format:                                 | DVD |
| Genre:                                  | Musikfilm/Dokumentation |
| Jahr:                                   | 6. Oktober 2017 |
| Laufzeit:                               | ca. 108 Min. |
| Besetzung:                              | - Der Graf: Gesang - Martin “Potti” Potthoff: Schlagzeug - Christoph “Licky” Termühlen: Gitarre - Henning Verlage: Keyboard |
| FSK:                                    | ab 0 Jahren |

Bei Das Abschiedskonzert aus Köln handelt es sich um das neunte Videoalbum von Unheilig. Die DVD ist lediglich als Beilage der limitierten Fanbox von Pures Gold – Best of Vol. 2 erschienen. Inhaltlich beinhaltet die DVD das Abschiedskonzert Unheiligs vom aus dem Kölner Rheinenergiestadion vom 10. September 2016. Zum Jahrestag übertrugen Unheilig das Konzert per Livestream das Konzert über ihre Facebookseite am 10. September 2017.
Setlist
1. Auf ein letztes Mal (Intro)
2. Hinunter bis auf eins
3. Als wär’s das erste Mal
4. Glück auf das Leben
5. Eisenmann
6. Unter deiner Flagge
7. Feuernegel
8. An deiner Seite
9. Mein Leben ist die Freiheit
10. Lichter der Stadt
11. Wir sind alle wie eins
12. So wie du warst
13. Die Weisheiten des Lebens
14. Wie in guten alten Zeiten
15. Grosse Freiheit
16. Zeit zu gehen

Zugabe
1. Für mich soll’s rote Rosen regnen
2. Geboren um zu leben
3. Für immer
4. Maschine
5. Der Vorhang fällt

## Singleauskopplungen
Der Himmel über mir (Version 2017)
Eine offizielle Singleauskopplung aus dieser Kompilation erfolgte nicht. Mit Der Himmel über mir (Version 2017) erschien lediglich eine erste Promo-Single. Hierbei handelt es sich um eine Neuauflage des Originals von der Astronaut EP aus dem Jahr 2006. Inhaltlich beschreibt der Graf in dem Lied unter anderem mit der Textpassage: “All diese Worte und jeder Gedanke ist von mir. Bin nur ein kleines Licht unter den großen Lichtern hier. Ich will nur leben geb mich meinen Träumen hin, auch wenn ich dadurch für sie Unheilig bin” die Entstehung des Bandnamens. Die Single erschien als Einzeldownload am 8. September 2017. Zwei Wochen nach der Erstveröffentlichung erfolgte die Veröffentlichung eines Musikvideos am 22. September 2017. Darin zu sehen sind Menschen verschiedenen Alters, Geschlechts und Herkunft die vor dem Hintergrund eines Himmels lippensynchron das Lied mitsprechen. Teilweise sind auch Szenen der Protagonisten aus deren Alltag zu sehen. Das Hauptaugenmerk liegt dabei auf der Rolle eines Priesters mit dem Das Video beginnt und endet. Zwischendurch sind immer wieder alte Szenen des Grafen zu sehen. Regie führte wie schon bei vielen Unheilig-Musikvideos zuvor wieder Markus Gerwinat.
Sonnentag (Version 2017)
Am 29. September 2017 erschien mit Sonnentag (2017) eine zweite und bislang letzte Promo-Single aus der Kompilation. Bei dem Stück handelt es sich um eine Neuinterpretation des Originals des vierten Studioalbums Moderne Zeiten. Am 20. Oktober 2017 erschien das offizielle Musikvideo zur Single. Darin zu sehen ist eine Frau, die mit einer Urne in der Hand eine Kirche verlässt. Sie rennt über den dazugehörigen Friedhof, Wiesen, Felder und einen Strand, bis hin zu einem Steg an der Ostseeküste in Heiligendamm. Auf diesem schüttet die Frau die Asche über dem Meer aus. Die Gesamtlänge des Videos beträgt 3:28 Minuten. Regie führte erneut Markus Gerwinat.

## Zeitreise 2018
Die folgende Liste ist eine Übersicht der Konzerte, die Unheilig zusammen mit dem deutschen Crossover-Musikprojekt The Dark Tenor während ihrer gemeinsamen Zeitreise 2018 Tour spielten. Die Tour erstreckte sich über eineinhalb Monate, vom 19. April bis 2. Juni 2018, und führt sie durch 15 deutsche Städte sowie jeweils einmal nach Österreich und die Schweiz. Im Vorprogramm war der deutsche Sänger und Liedermacher Körner zu hören. Unheilig bestand aus Licky (Gitarre), Potti (Schlagzeug) und Verlage (Keyboard), der Gesang wurde durch The Dark Tenor übernommen.
| Datum          | Stadt                | Veranstaltungsort           | Land        |
| -------------- | -------------------- | --------------------------- | ----------- |
| 19. April 2018 | Osnabrück            | Rosenhof                    | Deutschland |
| 20. April 2018 | Bremen               | Aladin Music Hall           | Deutschland |
| 21. April 2018 | Köln                 | E-Werk                      | Deutschland |
| 22. April 2018 | Saarbrücken          | Garage                      | Deutschland |
| 26. April 2018 | Dresden              | Alter Schlachthof           | Deutschland |
| 27. April 2018 | Leipzig              | Haus Auensee                | Deutschland |
| 28. April 2018 | Berlin               | Columbiahalle               | Deutschland |
| 17. Mai 2018   | Hannover             | Capitol                     | Deutschland |
| 18. Mai 2018   | Hamburg              | Große Freiheit 36           | Deutschland |
| 19. Mai 2018   | Bochum               | RuhrCongress                | Deutschland |
| 23. Mai 2018   | Freiburg im Breisgau | Musikklub in der Sick-Arena | Deutschland |
| 24. Mai 2018   | Stuttgart            | Im Wizemann                 | Deutschland |
| 25. Mai 2018   | Nürnberg             | Löwensaal                   | Deutschland |
| 26. Mai 2018   | München              | Technikum                   | Deutschland |
| 27. Mai 2018   | Frankfurt am Main    | Batschkapp                  | Deutschland |
| 1. Juni 2018   | Wien                 | Arena                       | Österreich  |
| 2. Juni 2018   | Zürich               | Komplex 457                 | Schweiz     |

## Mitwirkende
Albumproduktion
- Thorsten Brötzmann – Komponist (Lied 26), Liedtexter (Lied 26), Musikproduzent (Lieder: 15, 26)
- Sascha „Busy“ Bühren: Mastering
- The Dark Tenor – Gesang (Lieder: 6, 19)
- Moritz Enders – Abmischung (Lieder: 1, 12, 14, 16, 25–26, 31)
- Timo Gleichmann – Liedtexter (Lied 25)
- Der Graf – Abmischung (Lieder: 28, 32–35), Gesang (Lieder: 1–38), Komponist (Lieder: 1–16, 18–22, 23–24, 26–38), Liedtexter (Lieder: 1–6, 8–16, 18–21, 23–24, 26–38), Musikproduzent (Lieder: 28–29, 32–35)
- Hans Hammerschmid – Komponist (Lied 17)
- Annette Humpe – Komponist (Lied 22), Liedtexter (Lied 22)
- Olsen Involtini – Abmischung (Lieder: 5, 7–10, 17–18)
- Hildegard Knef – Liedtexter (Lied 17)
- Gunter Kopf – Komponist (Lied 25)
- Licky – Gesang (Lied 31), Gitarre (Lieder: 1–38), Komponist (Lied 31)
- Kiko Masbaum – Abmischung (Lieder: 4, 11, 13), Komponist (Lieder: 6, 14), Musikproduzent (Lieder: 4, 11, 13–14)
- Jeo Mezei – Abmischung (Lied 15)
- Jan Mischon – Komponist (Lied 25)
- Xavier Naidoo – Liedtexter (Lied 6)
- Philip Niessen – Musikproduzent (Lieder: 7, 17)
- Oliver Pinelli – Komponist (Lied 15)
- Potti – Schlagzeug (Lieder: 1–31, 35–38)
- Ollie Reimann – Komponist (Lied 33), Liedtexter (Lied 7)
- Vincent Sorg – Abmischung (Lied 29)
- Roland Spremberg – Abmischung (Lieder: 13, 21), Komponist (Lied 21), Musikproduzent (Lieder: 3, 16, 21)
- Markus Tombült – Komponist (Lieder: 1, 5, 8–10, 12, 16, 18–20, 31, 38), Liedtexter (Lieder: 1, 5, 8–10, 12, 14, 16, 19, 21, 31), Musikproduzent (Lieder: 1, 5–6, 8–10, 12, 18–20, 25, 31, 38)
- Jörg Roth – Komponist (Lied 25)
- Henning Verlage – Abmischung (Lieder: 2, 6, 19–20, 22–24, 27, 29–30, 36–38), Keyboard (Lieder: 1–38), Komponist (Lieder: 1, 2–5, 8–13, 16, 18–20, 29–30, 37–38), Liedtexter (Lieder: 1, 5, 8–10, 12, 14, 16, 19, 21, 31), Musikproduzent (Lieder: 1–2, 5–6, 8–10, 12, 18–20, 22–25, 27, 29–31, 36–38)

Artwork (Cover + Begleitheft)
- Büro Dirk Rudolph: Grafiker
- Erik Weiss: Fotograf

Unternehmen
- Capitol Records: Musiklabel
- Truebusyness in Berlin: Mastering
- Universal Music Publishing: Vertrieb
- Vertigo Records: Musiklabel

## Chartplatzierungen
Pures Gold – Best of Vol. 2 erreichte in Deutschland Position zwei der Albumcharts. Es ist nach Alles hat seine Zeit – Best of Unheilig 1999–2014 und MTV Unplugged: Unter Dampf – Ohne Strom das dritte Album binnen drei Jahren, das nur knapp die Spitzenposition der deutschen Albumcharts verfehlte. In Österreich und der Schweiz erreichte die Kompilation jeweils Position 15 der Charts. Es ist das siebte Album von Unheilig, dass sich gleichzeitig in allen drei Ländern in den Albumcharts platzieren konnte. Für Unheilig ist dies bereits der 13. Charterfolg in Deutschland, sowie der achte in Österreich und der siebte in der Schweiz. In Deutschland ist es Unheiligs siebter Top-10-Erfolg. 2017 platzierte sich das Album auf Position 73 der Album-Jahrescharts in Deutschland.
| ChartsChartplatzierungen | Höchstplatzierung | Wochen |
| ------------------------ | ----------------- | ------ |
| Deutschland (GfK)        | 2 (13 Wo.)        | 13     |
| Österreich (Ö3)          | 15 (9 Wo.)        | 9      |
| Schweiz (IFPI)           | 15 (4 Wo.)        | 4      |

| ChartsJahrescharts (2017) | Platzierung |
| ------------------------- | ----------- |
| Deutschland (GfK)         | 73          |